# Enoplognatha verae
Enoplognatha verae es una especie de araña araneomorfa del género Enoplognatha, familia Theridiidae. Fue descrita científicamente por Bosmans & Van Keer en 1999.
Habita en Marruecos, España, Túnez, Italia y Grecia.